# شرک (فیلم)
شرک (به انگلیسی: Shrek) فیلمی پویانمایی فانتزی کمدی آمریکایی محصول سال ۲۰۰۱ است که بر اساس کتاب مصور کودکان در ۱۹۹۰ به نام شرک! نوشته ویلیام استیگ، ساخته شده است. کارگردانی این فیلم را اندرو آدامسون و ویکی جنسون (در اولین کارگردانی بلندشان) و نویسندگی آن را تد الیوت، تری روسیو، جو استیلمن و راجر اس. اچ. شولمن برعهده دارند. این نخستین قسمت از مجموعه فیلم‌های شرک است. در این فیلم مایک مایرز، ادی مورفی، کامرون دیاز و جان لیسگو به ایفای نقش پرداخته‌اند. در این فیلم، یک غول پرخاشگر به نام شرک (مایرز) متوجه می‌شود که خانه‌اش در باتلاق توسط موجودات افسانه‌ای که توسط حاکمی وسواسی به نام لرد فارکواد (لیسگو) تبعید شده بودند، اشغال شده است. شرک با کمک خر با فارکواد پیمان می‌بندد تا پرنسس فیونا (دیاز) را در ازای بازپس‌گیری کنترل باتلاقش نجات دهد.
پس از خرید حقوق کتاب استیگ در سال ۱۹۹۱، استیون اسپیلبرگ به دنبال تولید یک فیلم پویانمایی سنتی بود، اما جان اچ. ویلیامز او را قانع کرد که پروژه را به دریم‌ورکس که به تازگی در سال ۱۹۹۴ تأسیس شده بود، بیاورد. جفری کاتزنبرگ به همراه ویلیامز و آرون وارنر توسعه شرک را از سال ۱۹۹۵ آغاز کردند، به‌ویژه پس از خرید حقوق از اسپیلبرگ. کریس فارلی به عنوان صدای شخصیت اصلی انتخاب شد و بیشتر دیالوگ‌های مورد نیاز را ضبط کرد، اما در سال ۱۹۹۷ قبل از اتمام کارش در فیلم درگذشت؛ مایرز استخدام شد تا جایگزین او شود و به شرک لهجه اسکاتلندی بدهد. در ابتدا قرار بود فیلم با استفاده از ضبط حرکت ساخته شود، اما پس از نتایج ضعیف آزمون‌ها، استودیو پی‌دی‌آی را برای تکمیل پویانمایی رایانه‌ای نهایی استخدام کرد. شرک به تقلید از سایر اقتباس‌های قصه‌های پریان پرداخته و به‌ویژه فیلم‌های پویانمایی دیزنی را نقیضه می‌کند.
شرک در تئاتر مان ویلیج در وست‌وود و بعداً در جشنواره فیلم کن ۲۰۰۱ نمایش داده شد، جایی که برای نخل طلا رقابت کرد و به اولین فیلم پویانمایی از زمان پیتر پن محصول دیزنی (۱۹۵۳) تبدیل شد که برای این جایزه انتخاب می‌شود. این فیلم در ۱۸ مه ۲۰۰۱ به‌طور سینمایی توسط دریم‌ورکس پیکچرز در ایالات متحده اکران شد و بیش از ۴۹۲ میلیون دلار در سرتاسر جهان فروش داشت و به چهارمین فیلم پرفروش ۲۰۰۱ تبدیل شد. منتقدان به‌خاطر پویانمایی، اجراهای صوتی، موسیقی متن، نویسندگی و طنز آن که برای بزرگسالان و کودکان جالب توجه بود، به شدت از آن تمجید کردند. شرک توسط انستیتوی فیلم آمریکا به عنوان یکی از ۱۰ فیلم برتر سال ۲۰۰۱ نامگذاری شد و به اولین فیلم پویانمایی تبدیل شد که در این فهرست قرار گرفت. این فیلم جوایز متعددی را کسب کرد، از جمله جایزه بفتا بهترین فیلم‌نامه اقتباسی و همچنین اولین جایزه اسکار بهترین فیلم پویانمایی.
موفقیت بزرگ این فیلم باعث شد تا دریم‌ورکس انیمیشن به عنوان رقیبی برای پیکسار در فیلم‌های پویانمایی بلند رایانه‌ای معرفی شود. تاکنون سه دنباله از این فیلم منتشر شده است–شرک ۲ (۲۰۰۴)، شرک ۳ (۲۰۰۷) و شرک برای همیشه (۲۰۱۰)–به همراه دو فیلم اسپین‌آف–گربه چکمه‌پوش (۲۰۱۱) و گربه چکمه‌پوش: آخرین آرزو (۲۰۲۲)–به همراه تولیدات دیگر، به ویژه شرک ۵ در حال توسعه. این فیلم همچنین به عنوان یکی از تأثیرگذارترین فیلم‌های پویانمایی دهه ۲۰۰۰ و یکی از بهترین فیلم‌های پویانمایی ساخته شده در نظر گرفته می‌شود. کتابخانه کنگره ایالات متحده، شرک را برای نگهداری در فهرست ملی ثبت فیلم در سال ۲۰۲۰ انتخاب کرد و اولین فیلم پویانمایی قرن بیست و یکم بود که حفظ شد.

## داستان
شرک یک غول ضد اجتماعی و بسیار قلمروطلب است که به تنهایی در باتلاقش زندگی می‌کند و از دور کردن مهاجمان و مزاحمان لذت می‌برد. اما زندگی او زمانی مختل می‌شود که لرد فارکواد کوچک‌اندام از شهر دولاک، تعداد زیادی از موجودات قصه پریان را تبعید می‌کند و آنها ناخواسته به باتلاق شرک می‌آیند. خشمگین از این مزاحمت، شرک تصمیم می‌گیرد به دیدن فارکواد برود و از او بخواهد که موجودات را به جای دیگری منتقل کند. شرک با بی‌میلی اجازه می‌دهد که یک خر پرحرف، که قبلاً او را از دست نگهبانان فارکواد نجات داده بود، همراهش شود و او را به دولاک راهنمایی کند.
در همین حال، فارکواد با آینه جادویی مواجه می‌شود که به او می‌گوید برای تبدیل شدن به پادشاه، باید با یک شاهدخت ازدواج کند. فارکواد پرنسس فیونا را انتخاب می‌کند، که در قلعه‌ای تحت حفاظت یک اژدها زندانی است. فارکواد که تمایلی به نجات فیونا ندارد، یک مسابقه ترتیب می‌دهد و اعلام می‌کند که برنده این مسابقه «افتخار» انجام این مأموریت را از طرف او خواهد داشت. وقتی شرک و خر به دولاک می‌رسند، فارکواد اعلام می‌کند که هر کس شرک را بکشد، برنده مسابقه خواهد بود؛ اما شرک و الاغ به راحتی شوالیه‌های فارکواد را شکست می‌دهند. فارکواد که سرگرم شده است، آنها را قهرمان اعلام می‌کند و قبول می‌کند که موجودات افسانه‌ای را جابه‌جا کند، به شرطی که شرک پرنسس فیونا را نجات دهد.
شرک و خر به قلعه می‌روند و مورد حمله اژدها قرار می‌گیرند. شرک فیونا را پیدا می‌کند، اما فیونا از بی‌توجهی او به اصول رمانتیسم شوکه می‌شود. آنها پس از نجات دادن خر از چنگ اژدها، که مشخص می‌شود یک اژدهای ماده است و عاشق خر شده، از قلعه فرار می‌کنند. وقتی شرک کلاه‌خود خود را برمی‌دارد و نشان می‌دهد که یک غول است، فیونا به شدت مخالفت می‌کند که به دولاک بروند و اصرار دارد که فارکواد شخصاً برای نجات او بیاید. شرک با اکراه فیونا را برخلاف میلش با خود می‌برد. آن شب، پس از برپایی کمپ و وقتی فیونا به تنهایی در غاری است، شرک به خر اعتراف می‌کند که به دلیل قضاوت‌های مداوم دربارهٔ ظاهرش، ضد اجتماعی شده است. فیونا این صحبت‌ها را می‌شنود و تصمیم می‌گیرد با شرک مهربان‌تر باشد. روز بعد، وقتی این سه نفر مورد حمله رابین هود و گروه مردان شادش قرار می‌گیرند، فیونا به راحتی آنها را در یک مبارزه فیزیکی شکست می‌دهد. این مهارت فیونا شرک را تحت تأثیر قرار می‌دهد و آنها کم‌کم به یکدیگر علاقه‌مند می‌شوند.
وقتی به نزدیکی دولاک می‌رسند، فیونا شب را در یک آسیاب‌بادی پناه می‌گیرد. خر به‌تنهایی وارد می‌شود و متوجه می‌شود که فیونا به یک غول تبدیل شده است. فیونا توضیح می‌دهد که در دوران کودکی طلسم شده و هر شب به یک غول تبدیل می‌شود، اما در طول روز به شکل انسانی بازمی‌گردد. او می‌گوید که تنها «بوسه عشق حقیقی» می‌تواند طلسم را بشکند و او را به «شکل حقیقی عشق» تبدیل کند. در همین حال، شرک در حال آماده شدن برای اعتراف به احساساتش نسبت به فیونا است، اما به‌طور تصادفی صحبت‌های فیونا را می‌شنود که خود را یک «هیولای زشت» می‌نامد. شرک که فکر می‌کند فیونا دربارهٔ او صحبت می‌کند، عصبانی شده و شبانه آنجا را ترک می‌کند. صبح روز بعد، او با فارکواد بازمی‌گردد. فیونا که از رفتار سرد و ناگهانی شرک گیج و آزرده شده است، پیشنهاد ازدواج فارکواد را می‌پذیرد و درخواست می‌کند که مراسم قبل از غروب آفتاب برگزار شود. شرک با خشم، خر را از خود دور می‌کند و به باتلاق خالی خود بازمی‌گردد، اما به زودی متوجه می‌شود که بدون فیونا احساس بدی دارد. خر سر می‌رسد و شرک را به خاطر رفتار بد و قضاوت نادرستش سرزنش می‌کند. او همچنین به شرک می‌گوید که فیونا دربارهٔ او صحبت نمی‌کرده، بلکه دربارهٔ خودش بوده است. شرک و خر آشتی می‌کنند و خر او را تشویق می‌کند که عشق خود را به فیونا اعتراف کند. آنها با سرعت و با کمک اژدها، که اکنون دوست خر شده، به دولاک سفر می‌کنند.
شرک درست قبل از پایان مراسم عروسی وارد می‌شود و به فیونا می‌گوید که فارکواد فقط برای تبدیل شدن به پادشاه با او ازدواج می‌کند. هنگام غروب آفتاب، فیونا در مقابل همه به یک غول تبدیل می‌شود و این باعث می‌شود شرک صحبت‌های قبلی فیونا را بهتر درک کند. فارکواد که خشمگین و منزجر شده است، دستور اعدام شرک و بازداشت دوباره فیونا را صادر می‌کند تا از نظر فنی همچنان بتواند به عنوان پادشاه حکومت کند. اما شرک و فیونا توسط اژدها، که خر او را سوار است، نجات پیدا می‌کنند. اژدها وارد می‌شود و فارکواد را می‌بلعد. شرک و فیونا عشق خود را به یکدیگر اعتراف می‌کنند و یکدیگر را می‌بوسند. طلسم فیونا شکسته می‌شود؛ اما او با تعجب متوجه می‌شود که همچنان به شکل غول باقی مانده است. با این حال، شرک به او اطمینان می‌دهد که او را زیبا می‌بیند. آنها در باتلاق با حضور موجودات افسانه‌ای ازدواج می‌کنند و سپس برای ماه عسل راهی می‌شوند.

## صداپیشگان
- مایک مایرز در نقش:
  - شرک[۱۳]
  - یکی از سه موش‌های کور[۱۴]
- ادی مورفی در نقش خر[۱۵]
- کامرون دیاز در نقش پرنسس فیونا[۱۶]
- جان لیسگو در نقش لرد فارکواد[۱۷]
- ونسان کسل در نقش «موسیو» رابین هود[۱۸]
- کنراد ورنن در نقش مرد شیرینی زنجفیلی[۱۹]
- کریس میلر در نقش:
  - آینه جادویی[۱۴]
  - ژپتو
- کودی کامرن در نقش:
  - پینوکیو
  - سه خوک کوچک[۱۴]
- سایمون جی. اسمیت در نقش موش کور[۱۴]
- کریستوفر نایتز در نقش:
  - تلونیوس
  - یکی از سه موش‌های کور
- آرون وارنر در نقش گرگ بد بزرگ[۱۴]
- جیم کامینگز در نقش کاپیتان نگهبانان[۱۴]
- کاتلین فریمن در نقش پیرزن[۱۴]
- اندرو آدامسون در نقش دولاک ماسکوت
- بابی بلاک در نقش بچه خرس از سه خرس[۱۴]
- مایکل گاسالو در نقش پیتر پن[۱۴]

## ساخت

### توسعه
در زمانی که دریم‌ورکس پیکچرز تأسیس شد، تهیه‌کننده جان اچ. ویلیامز کتاب را از فرزندانش دریافت کرد و وقتی این کتاب را به دریم‌ورکس آورد، توجه جفری کاتزنبرگ، مدیرعامل استودیو را جلب کرد و استودیو تصمیم گرفت این کتاب را به فیلم تبدیل کند. ویلیامز در مورد الهام ساخت فیلم گفت:
هر قرارداد توسعه‌ای با یک پیشنهاد آغاز می‌شود و پیشنهاد من از جانب پسرک پیش‌دبستانی‌ام به همراه برادرش در مهدکودک مطرح شد. در دومین بار خواندن شرک، پسرم بخش‌های زیادی از کتاب را نقل قول کرد و تظاهر می‌کرد که می‌تواند آنها را بخواند. حتی وقتی بزرگ‌تر شدم، فکر می‌کردم شرک خلاقانه، سخیف، ضد سنت، ناخوشایند و بسیار سرگرم‌کننده است. او یک شخصیت بزرگ سینمایی بود که به دنبال یک فیلم می‌گشت.
پس از خرید حقوق فیلم، کاتزنبرگ به سرعت در نوامبر ۱۹۹۵ آن را در مراحل فعال توسعه قرار داد. استیون اسپیلبرگ قبل از این، به ساخت یک فیلم پویانمایی سنتی بر اساس کتاب فکر کرده بود، وقتی که در سال ۱۹۹۱ حقوق کتاب را خریداری کرد، قبل از تأسیس دریم‌ورکس، جایی که بیل مری نقش شرک و استیو مارتین نقش خر را ایفا می‌کرد. در آغاز تولید، کارگردان مشترک اندرو آدامسون از اینکه تحت تأثیر کاتزنبرگ قرار بگیرد، خودداری کرد و با او بحث کرد که فیلم چگونه باید به بزرگ‌ترها جذابیت داشته باشد. کاتزنبرگ می‌خواست هر دو گروه مخاطب را جذب کند، اما برخی از ایده‌های آدامسون را مانند افزودن جوک‌های جنسی و موسیقی گانز ان روزز به موسیقی متن بیش از حد عجیب و غریب می‌دانست. آدامسون و کلی اشبری در سال ۱۹۹۷ به عنوان کارگردانان مشترک فیلم ملحق شدند. با این حال، اشبری یک سال بعد برای کار در فیلم ۲۰۰۲ اسپیریت: اسب سیمارون ترک کرد و با هنرمند داستان‌سرا ویکی جنسون جایگزین شد، اگرچه اشبری بعداً کارگردانی دنباله را بر عهده گرفت. آدامسون و جنسون هر دو تصمیم گرفتند بر روی فیلم به نصف کار کنند، بنابراین دست‌اندرکاران حداقل می‌توانستند بدانند با چه کسی در مورد سوالات خاص دربارهٔ دنباله‌های فیلم صحبت کنند؛ آدامسون گفت: «ما هر دو در پایان کار زیادی انجام دادیم. ما هر دو نوعی کنترل‌طلب هستیم و هر دو می‌خواستیم همه چیز را انجام دهیم.»

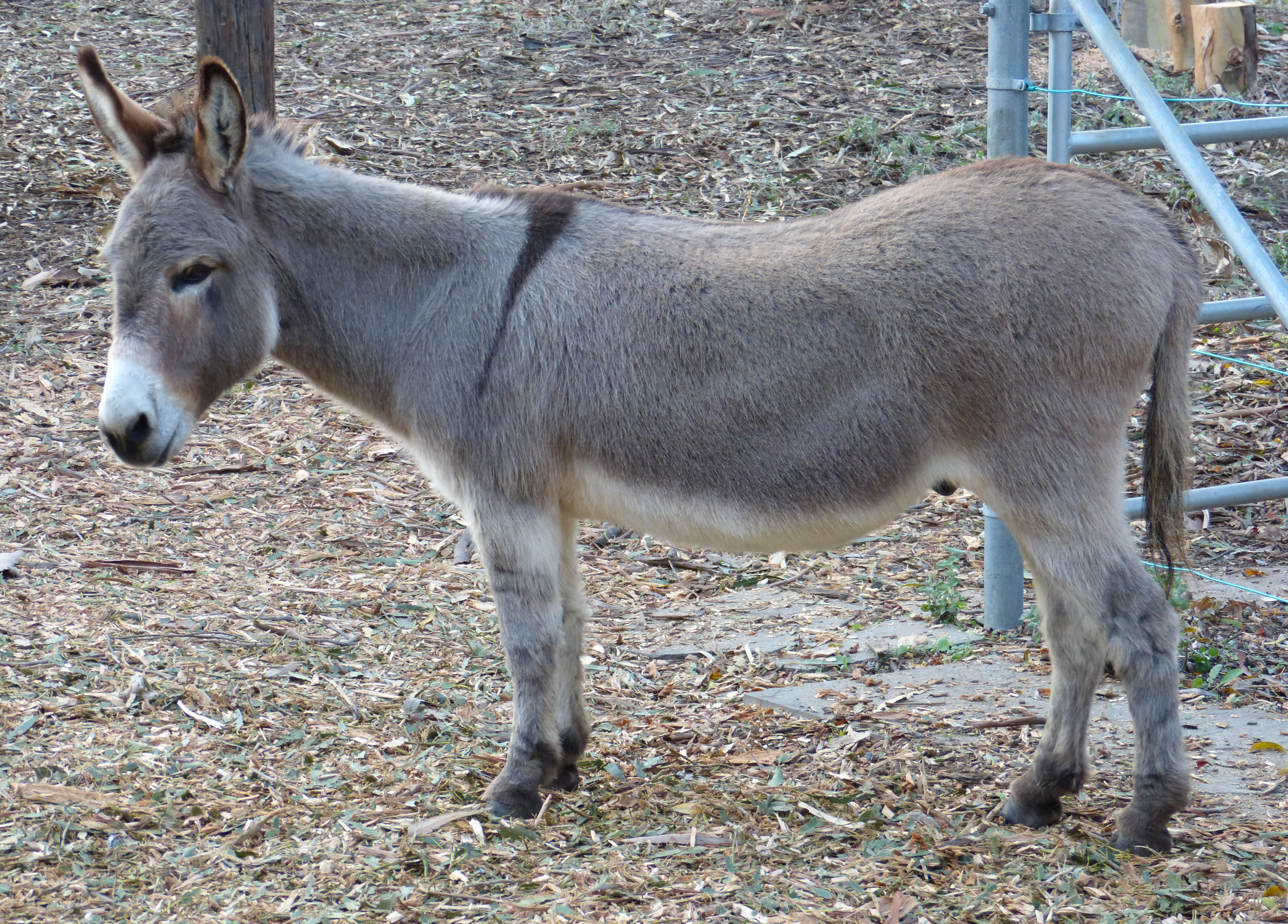
پری در پالو آلتو (۲۰۱۶)

برخی از طرح‌های اولیه خانه شرک بین سال‌های ۱۹۹۶ و ۱۹۹۷ با استفاده از فتوشاپ انجام شد، که در این طرح‌ها نشان داده شده بود که شرک ابتدا در یک زباله‌دانی نزدیک یک روستای انسانی به نام وارت کریک زندگی می‌کند. در یک مقطع نیز تصور می‌شد که او با والدینش زندگی کند و ماهی‌های فاسد را در اتاق خوابش نگهداری کند. خر بر اساس پریکلز (زاده ۱۹۹۴؛ همچنین شناخته شده به عنوان پری)، یک خر مینیاتوری واقعی از پارک بارون در پالو آلتو، کالیفرنیا مدل‌سازی شده است. ریمن هویی، پویانمای ناظر شرک، اظهار داشت که فیونا «بر اساس هیچ شخص واقعی» نبود و او طرح‌های مختلفی را برای او کشیده است. او بیش از ۱۰۰ مجسمه از فیونا قبل از انتخاب طراحی نهایی توسط کارگردان‌ها ساخته بود. در مراحل اولیه توسعه، کارگردانان هنری از قصر هرست، استراتفورد آپون آوون و دوردونی برای الهام‌گیری دیدن کردند. داگلاس راجرز، کارگردان هنری، برای الهام‌گیری از باتلاق شرک به یک مزارع مگنولیا در چارلستون، کارولینای جنوبی رفت. شخصیت‌های برنامه‌ریزی شده‌ای که در فیلم استفاده نشدند شامل گلدیلاکس و زیبای خفته بودند.

### نوشتن
فیلم‌نامه توسط تد الیوت، تری روسیو، جو استیلمن و راجر اس. اچ. شولمن نوشته شده است و به طور کلی بر اساس کتاب تصویری از ویلیام استیگ استوار است. نحوه‌ شکستن کنوانسیون‌های قصه پریان توسط استیگ در کتاب اصلی که در آن یک غول به عنوان قهرمان معرفی می‌شود، پایه‌گذار این بود که فیلم به عنوان یک نقیضه از قصه پریان به حساب آید. الیوت و روسیو در سال ۱۹۹۷ شروع به نوشتن برای این فیلم کردند و به مدت دو سال روی این پروژه کار کردند. آنها شخصیت‌های چهار شخصیت اصلی را بر اساس پاسخ‌های ناسازگار به مسائل خودباوری متمرکز کردند؛ در حالی که تیم داستان در دریم‌ورکس داستان را توسعه می‌داد، شخصیت‌های آنها ثابت ماند و این اطمینان حاصل شد که «یکپارچگی موضوعی» داستان حفظ شود. زمانی که استودیو به سمت تبدیل شرک به فردی مهربان که به خاطر غول بودن طرد شده بود، پیش رفت، آنها بر این نکته تأکید کردند که شرک باید یک «ضدقهرمان انسان‌دوست» بماند.

### انتخاب بازیگران
نیکلاس کیج در ابتدا برای نقش شرک پیشنهاد شد، اما چون نمی‌خواست شبیه یک غول به نظر برسد این نقش را رد کرد. در سال ۲۰۱۳، کیج توضیح داد: «وقتی شما به تصویر کشیده می‌شوید، به نوعی بیشتر از هر چیز دیگری در مورد اینکه بچه‌ها چگونه شما را خواهند دید، می‌گوید و من واقعاً به این مسئله اهمیت می‌دهم.»

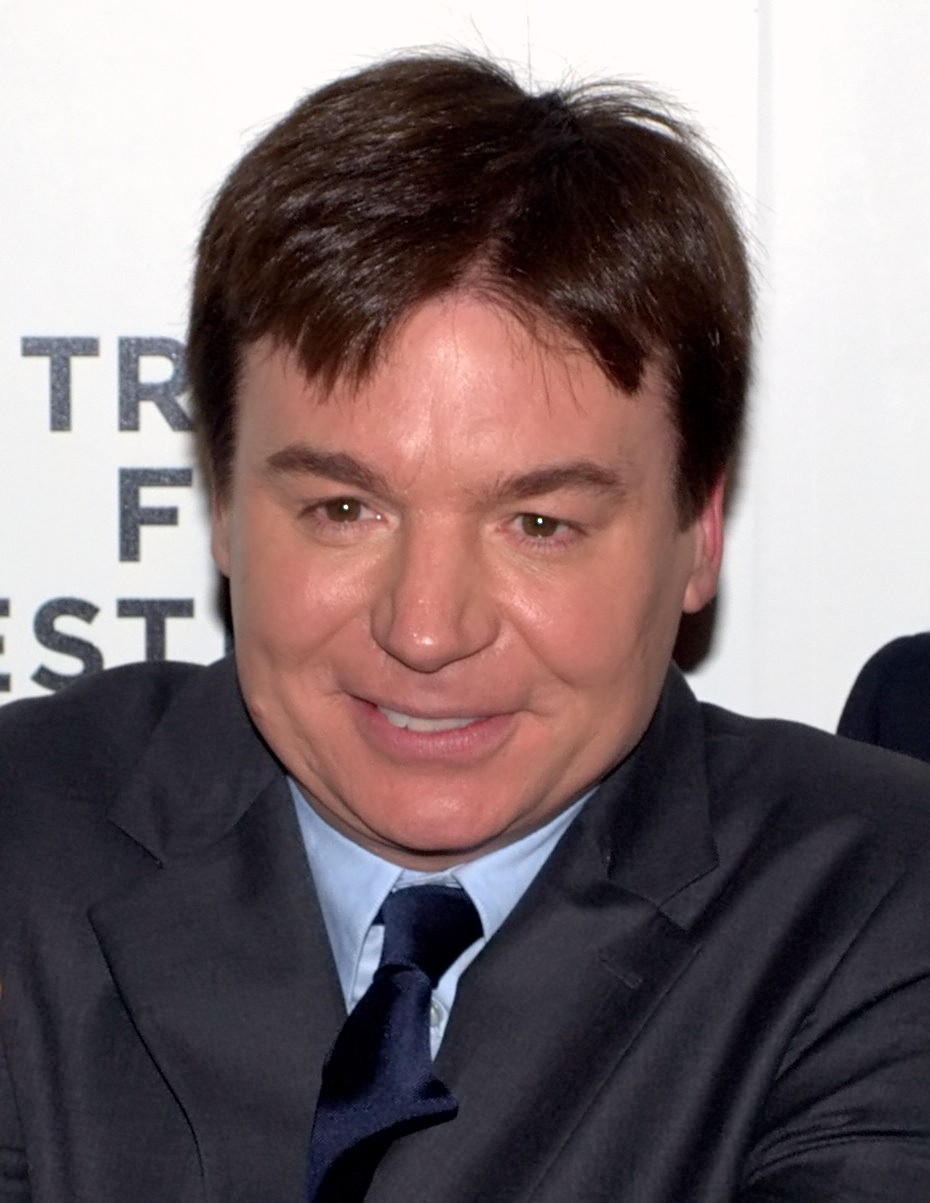
پس از مرگ کریس فارلی، مایک مایرز دوباره برای نقش شرک انتخاب شد.

کریس فارلی در ابتدا به عنوان صداپیشه شرک استخدام شده بود و تقریباً تمام دیالوگ‌های این شخصیت را ضبط کرده بود، اما قبل از اتمام پروژه درگذشت. به گفته دیوید اسپید، فارلی تنها ۵ روز دیگر کار صدا داشت و از برادر فارلی، جان، خواسته شد که بیاید و دیالوگ‌های او را تمام کند، اما جان این درخواست را رد کرد. یک کلیپ داستانی که شامل نمونه‌ای از دیالوگ‌های ضبط شده فارلی بود، در اوت ۲۰۱۵ به عموم فاش شد. سپس دریم‌ورکس نقش صدا را به مایک مایرز واگذار کرد، که بر بازنویسی کامل سناریو اصرار داشت تا هیچ اثری از نسخه فارلی شرک باقی نماند. به گفته مایرز، او خواسته بود تا این شخصیت را صداپیشگی کند «به دو دلیل: من می‌خواستم فرصتی برای کار کردن با جفری کاتزنبرگ داشته باشم؛ و کتاب داستان فوق‌العاده‌ای دربارهٔ پذیرش خود به عنوان آن چیزی است که هستید.»
پس از اینکه مایرز در طول سال ۱۹۹۹ صدای شخصیت را ضبط کرد و فیلم به مراحل پیشرفته تولید رسید، یک نسخه اولیه از فیلم در فوریه ۲۰۰۰ به او نمایش داده شد. مایرز درخواست کرد تا همه دیالوگ‌هایش را با لهجه اسکاتلندی دوباره ضبط کند، شبیه به لهجه‌ای که مادرش هنگام گفتن قصه‌های شب به او استفاده می‌کرد و همچنین در نقش‌هایش در فیلم‌های دیگر، مانند این طور شد که با قاتل تبربه‌دست ازدواج کردم و آستین پاورز: جاسوسی که مرا تکان داد نیز به کار برده بود. بر اساس شرح دی‌وی‌دی، او همچنین تلاش کرده بود از لهجه لوتار افراد تپه و لهجه کانادایی استفاده کند. پس از شنیدن این تغییر لهجه، کاتزنبرگ موافقت کرد تا صحنه‌هایی را در فیلم دوباره ضبط کند و گفت: «اینقدر خوب بود که ما ۴ میلیون دلار پویانمایی را حذف کردیم و دوباره آن را انجام دادیم.» مایرز به هزینه‌ها اعتراض کرد و گفت: «برای استودیو 'میلیون‌ها دلار' هزینه نداشت» همانطور که شایع شده بود. «معنایش این بود که به جای اینکه من برای ده جلسه بیایم، برای بیست جلسه آمدم. من همان مقدار دستمزد گرفتم.» به خاطر اینکه مایرز صداپیشگی شخصیت را انجام می‌داد، ایده‌های بیشتری مطرح شد. داستان‌ها واضح‌تر، شوخی‌ها تازه‌تر و قطعات کمدی بهتری شکل گرفت. مایرز گفت: «من نامه‌ای از اسپیلبرگ دریافت کردم که خیلی از من برای اهمیت دادن به شخصیت تشکر کرده بود و گفت که لهجه اسکاتلندی فیلم را بهبود بخشیده است.»
شخص دیگری که قرار بود صداپیشه شخصیتی در فیلم باشد، جنین گرافلو بود که قرار بود در کنار فارلی به عنوان پرنسس فیونا بازی کند. اما او به دلایل نامشخص از پروژه اخراج شد. سال‌ها بعد، گرافلو اظهار داشت: «هرگز به من گفته نشد که چرا اخراج شدم. من فرض می‌کنم چون گاهی صدای مردانه می‌زنم؟ نمی‌دانم چرا. هیچ‌کس به من نگفت... اما، می‌دانید، فیلم کار خاصی نکرد، پس چه اهمیتی دارد؟»

### پویانمایی
شرک در ابتدا قرار بود به‌عنوان یک پروژه‌ لایو اکشن/پویانمایی رایانه‌ای ترکیبی ساخته شود، به این صورت که از پس‌زمینه‌های مینیاتوری و ترکیب شخصیت‌های اصلی به‌صورت گرافیک رایانه‌ای ضبط حرکت استفاده شود. برای ثبت و اعمال حرکات واقعی انسان به شخصیت‌ها، از سیستم دوربین اکسپرت‌ویژن فالکون ۱۰ استفاده شد. سافت‌ايميج و همچنین منتال‌ری نیز در این فرآیند به کار گرفته شدند. یک تیم بزرگ برای انجام یک آزمایش استخدام شدند و پس از یک سال و نیم تحقیق و توسعه، این آزمایش در مه ۱۹۹۷ نمایش داده شد. نتیجه رضایت‌بخش نبود و جفری کاتزنبرگ اظهار داشت: «نتیجه وحشتناک بود، کار نکرد، خنده‌دار نبود، و ما از آن خوشمان نیامد.» این پویانمایی تا سال ۲۰۲۳ به‌طور عمومی منتشر نشد، زمانی که طراح تولید، بری ای. جکسون، آن را در کانال یوتیوب خود منتشر کرد. استودیو سپس به شرکای تولیدی خود در پی‌دی‌آی روی آورد، که تولید را از سال ۱۹۹۸ آغاز کردند و به شرک کمک کردند تا به ظاهر نهایی پویانمایی رایانه‌ای برسد. در آن زمان، مورچه‌ای به نام زی همچنان در استودیو در حال تولید بود و مدیر جلوه‌های ویژه، کن بیلنبرگ، توسط آرون وارنر مأمور شد «تا توسعه شرک را آغاز کند». مشابه فیلم‌های قبلی پی‌دی‌آی، این استودیو از نرم‌افزارهای اختصاصی خود (مانند فلوئید انیمیشن سیستم) برای فیلم‌های پویانمایی خود استفاده کرد. با این حال، برای برخی عناصر از نرم‌افزارهای پیشرفته موجود در بازار نیز بهره برد. این به‌ویژه دربارهٔ نرم‌افزار اتودسک مایا صادق است، که پی‌دی‌آی از آن برای پویانمایی پویا و طبیعی لباس‌ها و همچنین موهای فیونا و فارکواد استفاده کرد.
هویی اشاره کرد: «ما کار زیادی روی طراحی شخصیت‌ها و تنظیمات انجام دادیم و در طول فرآیند انیمیشن‌سازی مدام این تنظیمات را تغییر می‌دادیم. در مورچه‌ای به نام زی، سیستمی برای پویانمایی صورت داشتیم که تمام ماهیچه‌های صورت زیر پوست را شبیه‌سازی می‌کرد. اما در شرک، این سیستم را به کل بدن تعمیم دادیم. اگر دقت کنید، وقتی شرک صحبت می‌کند و فک خود را باز می‌کند، می‌بینید که یک غبغب تشکیل می‌شود، چون ما چربی و ماهیچه‌های زیرین را شبیه‌سازی کرده‌ایم. رسیدن به این سطح از جزئیات زمان زیادی از ما گرفت.» یکی از سخت‌ترین بخش‌های ساخت فیلم، طبیعی جلوه دادن جریان موهای خر بود، به‌طوری‌که مانند موهای مصنوعی یا حالت عجیب عروسک‌های چیا پت به نظر نرسد. این چالش به پویانماهای سطح سپرده شد، که از کنترل‌های جریان درون یک شیدر پیچیده استفاده کردند تا ویژگی‌های مختلفی به موها بدهند (مانند توانایی تغییر جهت، خوابیدن، چرخش و غیره). سپس گروه جلوه‌های بصری به رهبری کن بیلنبرگ وظیفه داشتند تا موها را به شرایط محیطی واکنش‌پذیر کنند. وقتی این فناوری به کمال رسید، می‌شد از آن برای بسیاری از عناصر فیلم استفاده کرد، از جمله چمن، خزه، ریش‌ها، ابروها، و حتی نخ‌های روی تونیک شرک. ساختن موی انسان، برخلاف موهای خر، به یک سیستم رندرینگ جداگانه نیاز داشت و تیم‌های نورپردازی و جلوه‌های بصری توجه زیادی به آن داشتند تا واقع‌گرایی بیشتری ایجاد شود.
شرک شامل ۳۱ سکانس و در مجموع ۱,۲۸۸ شات است. آرون وارنر گفت که سازندگان «یک محیط جادویی را تصور کرده بودند که بتوانید خود را در آن غرق کنید.» شرک شامل ۳۶ مکان مختلف درون فیلم است که برای ساخت دنیای فیلم طراحی شده‌اند. دریم‌ورکس ادعا کرد که این تعداد مکان بیشتر از هر فیلم پویانمایی رایانه‌ای دیگری تا آن زمان بود. پویانمایی فیلم در سال ۲۰۰۰ به پایان رسید.

### موسیقی
شرک سومین فیلم پویانمایی دریم‌ورکس (و تنها فیلم از مجموعه شرک) است که هری گرگسون-ویلیامز با جان پاول برای ساخت موسیقی متن آن همکاری کرد. این دو پیش‌تر برای فیلم‌های مورچه‌ای به نام زی (۱۹۹۸) و فرار مرغی (۲۰۰۰) نیز همکاری کرده بودند. با این حال، پاول به دلیل یک تضاد برنامه‌ریزی از ساخت موسیقی برای فیلم‌های بعدی شرک کنار گذاشته شد و گرگسون-ویلیامز به‌تنهایی کار را ادامه داد. موسیقی متن شرک در ابی رود استودیوز توسط نیک وولاج و اسلم اندروز ضبط شد، در حالی که اندروز آن را در مدیا ونچرز میکس کرد و پاتریشیا سالیوان-فورستار وظیفه مسترینگ را بر عهده داشت.
شرک یک عنصر جدید معرفی کرد تا حس منحصربه‌فردی به فیلم بدهد. این فیلم از موسیقی پاپ و قطعات قدیمی استفاده کرد تا داستان را جذاب‌تر و مدرن‌تر جلوه دهد. بازخوانی‌هایی از آهنگ‌هایی مانند «دوباره در جاده» و «کمی لطافت را امتحان کن» در موسیقی متن فیلم ادغام شدند. آهنگ «آل استار» از گروه اسماش ماوث که دو سال پیش از انتشار فیلم محبوب شده بود، به‌دلیل استفاده در تیتراژ آغازین فیلم، محبوبیت گسترده‌تری پیدا کرد. در حالی که فیلم در حال تکمیل شدن بود، کاتزنبرگ پیشنهاد داد که پایان فیلم را برای ایجاد «یک خنده بزرگ» بازسازی کنند. به جای اینکه فیلم تنها با بسته شدن یک کتاب داستان و حرکت شرک و فیونا به سمت غروب به پایان برسد، تصمیم گرفتند آهنگ «من یک معتقد هستم» بازخوانی‌شده توسط اسماش ماوث را به پایان‌بندی اضافه کنند و همه شخصیت‌های افسانه‌ای فیلم را نشان دهند.
اگرچه نسخهٔ روفس وین‌رایت از آهنگ «هله‌لویا» در آلبوم موسیقی متن قرار گرفت، اما نسخهٔ جان کیل در خود فیلم استفاده شد. در یک مصاحبهٔ رادیویی، روفش وین‌رایت اظهار داشت که نسخهٔ او به دلیل «سقف شیشه‌ای» که به خاطر گرایش جنسی‌اش با آن مواجه بوده، در فیلم استفاده نشده است. یک توضیح جایگزین این است که سازندگان فیلم می‌خواستند از نسخهٔ جان کیل در فیلم استفاده کنند، اما مسائل مربوط به مجوز مانع از قرار گرفتن این نسخه در آلبوم موسیقی متن شد، چرا که وین‌رایت هنرمند دریم‌ورکس بود اما جان کیل این‌گونه نبود.
آزمایش پویانمایی فیلم در سال ۱۹۹۶ از آهنگ «من تو را گرفتم (احساس خوبی دارم)» استفاده کرد. این کلیپ مدت‌ها گم‌شده تلقی می‌شد تا اینکه در سال ۲۰۲۳ دوباره پیدا شد.

## مراجع فرهنگی
در بسیاری از بخش‌های فیلم، به فیلم‌های کلاسیک، به‌ویژه آثار دیزنی، ارجاع داده شده است. به‌عنوان مثال، وقتی تینکربل روی خر می‌افتد و او می‌گوید «من می‌توانم پرواز کنم» و دیگران، از جمله سه خوک فسقلی، می‌گویند «او می‌تواند پرواز کند، او می‌تواند پرواز کند»، این صحنه به فیلم پیتر پن دیزنی اشاره دارد. سپس خر در حالی که همچنان در حال پرواز است، می‌گوید: «شاید یک مگس خانگی دیده باشید، یا حتی یک سوپر مگس، اما شرط می‌بندم که هرگز یک خر پرنده ندیده‌اید!» این صحنه به فیلم دامبو دیزنی ارجاع دارد. صحنه‌ای که فیونا برای پرنده آبی آواز می‌خواند، به سفیدبرفی و هفت کوتوله اشاره دارد. همچنین، صحنهٔ تبدیل نهایی فیونا در پایان فیلم به دیو و دلبر دیزنی شباهت دارد.
وقتی شرک از پل عبور می‌کند تا به قلعه برسد و می‌گوید: «خیلی خوب بود، خر، خیلی خوب بود»، این جمله به فیلم بیب اشاره دارد. صحنه‌ای که پرنسس فیونا با مری من‌ها می‌جنگد، یک ارجاع طولانی به فیلم ماتریکس است. در پایان فیلم، مرد شیرینی زنجفیلی که با عصا (و یک پا) ظاهر می‌شود، می‌گوید: «خدا همهٔ ما را برکت دهد»، که به شخصیت تاینی تیم در سرود کریسمس اشاره دارد.
در صحنه‌ای که آینه جادویی به لرد فارکواد سه گزینه برای ازدواج معرفی می‌کند، این صحنه تقلیدی از برنامه تلویزیونی مشهور آمریکایی بازی دوست‌یابی است، که شخصیت‌هایی مثل سیندرلا و سفیدبرفی در آن حضور دارند. علاوه بر این، پادشاهی دولاک که به سبک پارک‌های تفریحی ساخته شده، شباهت زیادی به دیزنی‌لند دارد و حتی صحنه عروسک‌های آوازخوان در فیلم، نقیضه از جاذبه مشهور «این یک جهان کوچک است» دیزنی است. همچنین گفته می‌شود که شخصیت لرد فارکواد نوعی تمسخر و تقلید ناخوشایند از مدیرعامل وقت دیزنی، مایکل آیسنر است، که ظاهراً تهیه‌کننده کاتزنبرگ رابطه خوبی با او نداشته است.

## انتشار

### بازاریابی
در سال ۲۰۰۰، آی‌مکس فیلم دنیای سایبری را در سینماهای بزرگ با برند خود اکران کرد. این فیلم یک مجموعه از پویانمایی‌های کوتاه و صحنه‌های مختلف بود که با فناوری استریوسکوپی تبدیل شده بودند، از جمله صحنه بار در فیلم مورچه‌ای به نام زی. دریم‌ورکس تحت تأثیر فناوری مورد استفاده در «ترجمه استریوسکوپی» این صحنه قرار گرفت و در نتیجه، استودیو و آی‌مکس تصمیم گرفتند یک نسخه سه‌بعدی مخصوص پرده بزرگ از فیلم شرک تولید کنند. قرار بود این نسخه سه‌بعدی در فصل کریسمس ۲۰۰۱ یا تابستان بعد از اکران اولیه دوبعدی فیلم بازنشر شود. این نسخه همچنین شامل صحنه‌های جدید و یک پایان متفاوت می‌شد. با این حال، این برنامه به دلیل «تغییرات خلاقانه» که توسط دریم‌ورکس اعمال شد، کنار گذاشته شد و باعث ضرر ۱٫۱۸ میلیون دلاری شد. این در حالی بود که پیش‌بینی می‌شد آی‌مکس از این پروژه ۳٫۲۴ میلیون دلار سود کند.
رادیو دیزنی از پخش تبلیغات مربوط به فیلم منع شد و اعلام کرد: «به دلیل ابتکارات اخیر با شرکت والت دیزنی، از ما خواسته شده است که به‌صورت تبلیغاتی با این فیلم جدید همسو نشویم. ایستگاه‌ها فقط می‌توانند در بازارهای جداگانه تبلیغات محلی بپذیرند.» این محدودیت بعداً کاهش یافت و به شبکه اجازه داده شد تبلیغات مربوط به آلبوم موسیقی متن فیلم را پخش کند.
در ۷ مه ۲۰۰۱، برگر کینگ کمپینی برای تبلیغ فیلم آغاز کرد و در سفارش‌های بیگ کیدز میل و کیدز میل مجموعه‌ای از ۹ اسباب‌بازی منحصر‌به‌فرد کندی کیدیز با الهام از شخصیت‌های شرک ارائه داد. همچنین، زنجیره بستنی بسکین-رابینز یک تبلیغ ۸ هفته‌ای برای فیلم اجرا کرد و محصولاتی مانند هات اسلاج ساندی شرک، ترکیبی از بستنی کلوچه‌ای خامه‌ای اوریو، فاج داغ، کلوچه‌های خردشده، خامه زده‌شده، و کرم‌های ژله‌ای پیچ‌خورده) و کیک فریم منجمد شرک، کیکی با تصویر شرک و خر که با گل‌های آفتابگردان قاب شده بود را عرضه کرد. این تبلیغات برای حمایت از انتشار نسخه‌های دی‌وی‌دی/وی‌اچ‌اس فیلم بود.

### رسانه خانگی
شرک توسط سرگرمی خانگی دریم‌ورکس در ۲ نوامبر ۲۰۰۱ بر روی وی‌اچ‌اس و دی‌وی‌دی منتشر شد. این فیلم رکورد کوتاه‌مدت جنگ ستارگان: قسمت اول – تهدید شبح را برای سریع‌ترین فروش دی‌وی‌دی تمام دوران شکست و در سه روز اول انتشار، ۲٫۵ میلیون نسخه فروخت. در همان بازهٔ زمانی، ۴٫۵ میلیون نسخه از فیلم بر روی وی‌اچ‌اس به فروش رسید و آن را به بزرگ‌ترین افتتاحیه فروش ویدئوهای خانگی از زمان شیرشاه در سال ۱۹۹۵ تبدیل کرد. هر دو نسخه شامل پویانمایی کوتاه سه‌دقیقه‌ای به نام شرک در باتلاق جشن رقص کارائوکه بودند که بلافاصله پس از پایان فیلم آغاز می‌شود و شخصیت‌های فیلم را در حال اجرای ترکیبی از آهنگ‌های مدرن پاپ نشان می‌دهد. در نسخه دی‌وی‌دی، این مجموعه دو دیسک داشت که دیسک اول شامل نسخه تمام صفحه و دیسک دوم شامل نسخه عریض بود. دیسک دوم همچنین دارای یک ترک صوتی دی‌تی‌اس بود.
به‌طور تصادفی، شرک در همان روزی که فیلم شرکت هیولاها از پیکسار در سینماها اکران شد، بر روی ویدئو منتشر شد. از آنجا که انتشار ویدئوها معمولاً در روزهای سه‌شنبه انجام می‌شد، مدیران دیزنی این اقدام را به خوبی نپذیرفتند و اظهار داشتند که این حرکت «به نظر می‌رسید تلاشی زیرکانه برای کاهش هیجان فیلم آنها باشد.» دریم‌ورکس در پاسخ گفت که «صرفاً تاریخ انتشار را به جمعه منتقل کرده تا آن را به یک رویداد بزرگ‌تر تبدیل کند و پیش‌بینی کرد که این کار را برای فیلم‌های مهم در آینده بیشتر انجام خواهند داد.» شرکت هیولاها در آخر هفته افتتاحیه خود بیش از ۶۲ میلیون دلار فروش داشت و رکورد فروش افتتاحیه یک فیلم پویانمایی را شکست، در حالی که انتشار ویدئوی شرک بیش از ۱۰۰ میلیون دلار درآمد کسب کرد و در نهایت به پرفروش‌ترین دی‌وی‌دی زمان خود تبدیل شد، با بیش از ۵٫۵ میلیون نسخه فروش. این رکورد پیش‌تر متعلق به فیلم گلادیاتور، یکی دیگر از محصولات دریم‌ورکس بود. شرک از طریق فروش دی‌وی‌دی و وی‌اچ‌اس بیش از ۴۲۰ میلیون دلار درآمد برای دریم‌ورکس ایجاد کرد و تا ژانویه ۲۰۰۲ بیش از ۲۱ میلیون نسخه از ۲۳ میلیون نسخه ارسال‌شده به فروش رسید. در سطح جهانی نیز تا آن زمان بیش از ۱۰ میلیون نسخه دی‌وی‌دی از فیلم فروخته شده بود.
نسخه سه‌بعدی فیلم به همراه دنباله‌های آن در ۱ دسامبر ۲۰۱۰ توسط سرگرمی خانگی پارامونت بر روی بلوری سه‌بعدی منتشر شد. شش روز بعد، یک مجموعهٔ جعبه‌ای بلوری دوبعدی از کل مجموعه نیز عرضه شد.
به مناسبت بیستمین سالگرد فیلم، یک نسخه اولترا اچ‌دی بلوری در ۱۱ مه ۲۰۲۱ توسط سرگرمی خانگی یونیورسال پیکچرز منتشر شد.

## بازخورد

### گیشه
شرک در حدود ۶,۰۰۰ پرده سینما و در ۳,۵۸۷ سالن اکران شد؛ یازده سالن از آنها فیلم را به‌صورت دیجیتالی نمایش دادند. این نخستین باری بود که دریم‌ورکس یکی از فیلم‌های خود را به‌صورت دیجیتالی به نمایش می‌گذاشت. این فیلم در روز نخست اکران ۱۱٫۶ میلیون دلار و در آخر هفته افتتاحیه ۴۲٫۳ میلیون دلار فروش داشت و با میانگین ۱۱,۸۰۵ دلار از هر سالن، صدرنشین گیشه آخر هفته شد. در دومین آخر هفته، به دلیل تعطیلات آخر هفته روز یادبود، فروش فیلم ۰٫۳ درصد افزایش یافت و به ۴۲٫۵ میلیون دلار در سه روز و ۵۵٫۲ میلیون دلار در چهار روز رسید که در مجموع ۳۰ درصد رشد نشان می‌داد. با این حال، فیلم در جایگاه دوم پس از پرل هاربر قرار گرفت و با گسترش نمایش در ۳,۶۲۳ سالن، میانگین ۱۵,۲۴۰ دلار به دست آورد. در سومین آخر هفته، فروش فیلم ۳۴ درصد کاهش یافت و به ۲۸٫۲ میلیون دلار رسید، با میانگین ۷,۶۹۵ دلار از ۳,۶۶۱ سالن. تا اواسط ژوئن ۲۰۰۱، شرک پرفروش‌ترین فیلم سال در داخل آمریکا شد و بازگشت مومیایی را پشت سر گذاشت. این عنوان را تا دسامبر همان سال حفظ کرد، تا اینکه هری پاتر و سنگ جادو از آن پیشی گرفت. فیلم در ۶ دسامبر ۲۰۰۱ اکران خود را به پایان رساند و در مجموع ۲۶۷٫۷ میلیون دلار در آمریکا و ۲۱۶٫۷ میلیون دلار در سطح بین‌المللی فروخت و مجموع فروش جهانی آن به ۴۸۴٫۴ میلیون دلار رسید. این فیلم که با بودجه ۶۰ میلیون دلاری ساخته شده بود، یک موفقیت بزرگ در گیشه محسوب شد و چهارمین فیلم پرفروش سال ۲۰۰۱ شد.
شرک به پرفروش‌ترین فیلم پویانمایی تاریخ سینمای استرالیا تبدیل شد و رکوردی را که شیر شاه در سال ۱۹۹۴ ثبت کرده بود، شکست. در بریتانیا نیز این فیلم پس از اینکه در هفته قبل جایگاه نخست را به لارا کرافت: مهاجم مقبره واگذار کرده بود، دوباره به صدر جدول گیشه بازگشت و از زمان اکرانش در بریتانیا ۲۰٫۳ میلیون دلار فروش داشت.

### بازخورد انتقادی
علاوه بر موفقیت فوری در گیشه، شرک تحسین گسترده منتقدان را نیز دریافت کرد. بر اساس ۲۱۳ نقد حرفه‌ای ثبت‌شده در وب‌سایت بازبینی جمعی راتن تومیتوز، ۸۸٪ از آنها مثبت بودند و این فیلم میانگین امتیاز ۷٫۸ از ۱۰ را کسب کرد. اجماع منتقدان در این سایت چنین خلاصه شده است: «شرک در حالی که همزمان قصه‌های پریان را به چالش می‌کشد و به آنها ادای احترام می‌کند، موفق می‌شود دیزنی را دست بیندازد، پیامی اخلاقی برای کودکان ارائه دهد و مخاطبان را به یک ماجراجویی سریع و خنده‌دار ببرد.» متاکریتیک نیز بر اساس ۳۴ نقد، میانگین امتیاز ۸۴ از ۱۰۰ را به فیلم اختصاص داد که نشان‌دهنده «تحسین جهانی» است. همچنین، نظرسنجی سینماسکور نشان داد که مخاطبان به این فیلم نمره میانگین "A" در مقیاس A+ تا F داده‌اند.

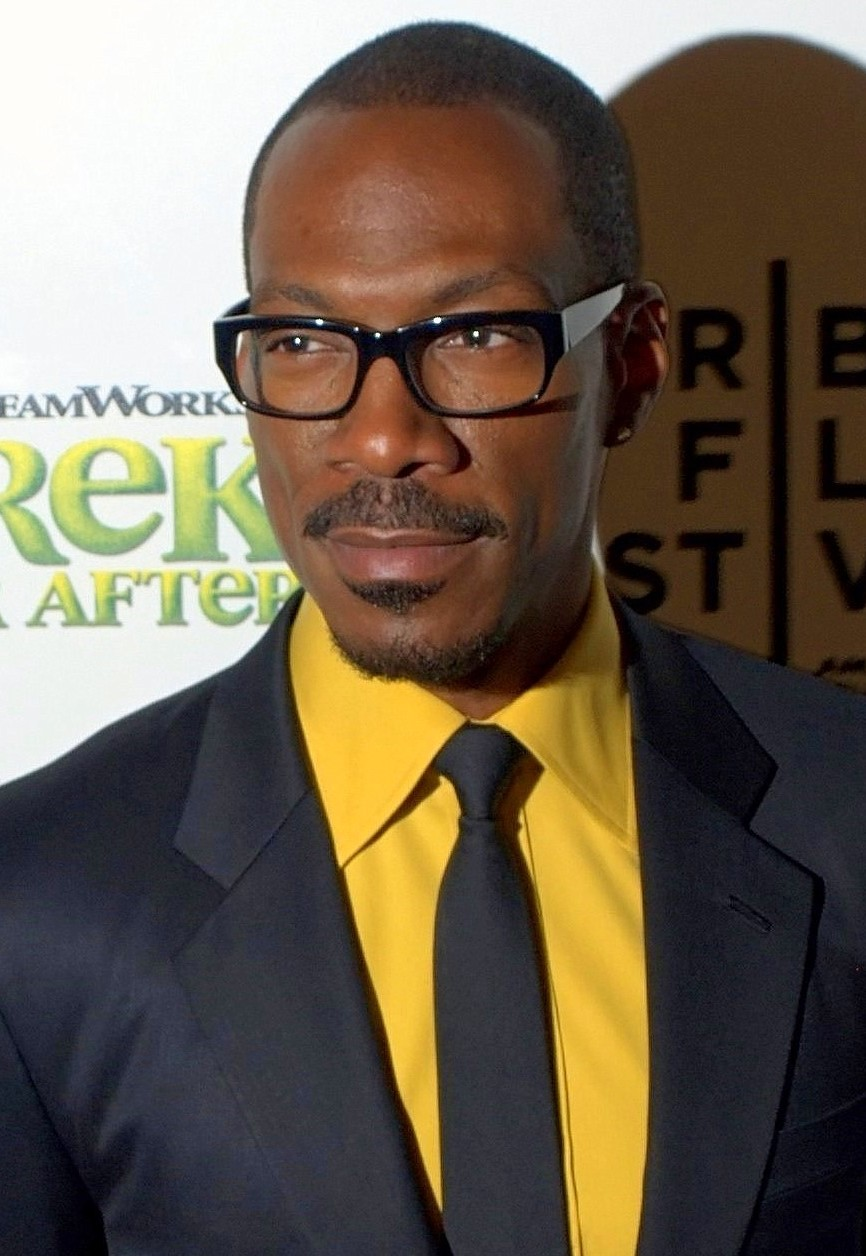
مورفی به‌خاطر بازی‌اش در نقش خر مورد تحسین منتقدان قرار گرفت.

راجر ایبرت فیلم را تحسین کرد و با دادن چهار ستاره از چهار، آن را «شاد و جسورانه، پر از شوخی‌های پنهان و درعین‌حال دارای قلبی گرم» توصیف کرد. سوزان ولسوچینا از یواس‌ای تودی اجرای ادی مورفی را ستود و گفت که او «بهترین اجرای کمدی دوران حرفه‌ای خود را ارائه می‌دهد، درحالی‌که هنر دیجیتالی فوق‌العاده‌ای او را همراهی می‌کند، زیرا او با شخصیت پرحرف و کمی عصبی خود می‌درخشد.» ریچارد شیکل از تایم نیز نقش مورفی را دوست داشت و گفت: «هیچ‌کس تاکنون یک الاغ را به این بامزگی بازی نکرده است که مورفی کرده.» پیتر راینر از مجله نیویورک از فیلم‌نامه خوشش آمد و اظهار داشت: «پویانمایی، به کارگردانی اندرو آدامسون و ویکی جنسون، اغلب به همان اندازه که فیلم‌نامه بامزه و پرجنب‌وجوش است، شاداب و خنده‌دار به نظر می‌رسد، اگرچه شخصیت‌های «انسانی‌تر» مانند پرنسس فیونا و لرد فارکواد به اندازه حیوانات و موجودات جالب نیستند—که این مشکل رایجی در فیلم‌های پویانمایی از هر نوع است.» پیتر ترورز از رولینگ استون نوشت: «شرک یک افسونگر تمام‌عیار است که حتی ممکن است آکادمی را در زمان اهدای اولین جایزه رسمی اسکار پویانمایی در سال آینده مجذوب خود کند.» جیمز براردینلی از ریل‌ویوز به فیلم سه و نیم ستاره از چهار داد و گفت: «شرک یک لذت گناه‌آلود برای مخاطبان فرهیخته نیست؛ بلکه صرفاً و کاملاً یک لذت است.» کنت توران از لس آنجلس تایمز نوشت: «افسانه‌ طنزآمیز و هوشمندانه‌ شرک بر پایه‌ فیلم‌نامه‌ای درخشان استوار است.» لیزا شوارتزبام از انترتینمنت ویکلی به فیلم نمره A− داد و گفت: «شرک نوعی کودتا در کاخ افسانه‌ها، فریادی از سر نافرمانی و نقطه عطفی برای دریم‌ورکس است.» جی بویار از اورلاندو سنتینل نوشت: «باعث خوشحالی است که بگوییم این فیلم نه‌تنها روح بازیگوشانه‌ کتاب را حفظ کرده، بلکه آن را گسترش داده است.»
استیون روزن از دنور پست نوشت: «دریم‌ورکس پیکچرز بار دیگر ثابت می‌کند که نامی قابل‌اعتماد برای ساخت فیلم‌های پویانمایی خلاقانه و خنده‌دار است که هم کودکان و هم بزرگسالان را به یک اندازه سرگرم می‌کند.» سوزان استارک از دیترویت نیوز به فیلم چهار ستاره از چهار داد و گفت: «سریع، دلنشین، جسورانه، گسترده و به همان اندازه که در طراحی فوق‌العاده است، در نویسندگی و صداپیشگی نیز سرزنده و پرانرژی است.» جیمی برنارد از نیویورک دیلی نیوز نیز چهار ستاره از چهار به فیلم داد و اظهار داشت: «درخشش صداپیشگی، فیلم‌نامه، کارگردانی و پویانمایی، همگی دست‌به‌دست هم داده‌اند تا شرک را به اثری دل‌نشین، مسری و واقعاً فرهیخته تبدیل کنند.» رنه رودریگز به فیلم سه ستاره از چهار داد و آن را «یک افسانه‌ طنزآمیز و پرنشاط که هرگز به ورطه‌ بدبینی یا ابتذال نمی‌افتد» توصیف کرد. الویس میچل از نیویورک تایمز به فیلم چهار ستاره از پنج داد و گفت: «شوخی با ویژگی‌های بیش‌ازحد لطیف و آزاردهنده دیزنی چیز جدیدی نیست؛ اما به ندرت این کار با اشتیاقی مانند تخریب دربیِ شرک انجام شده است.» ویلیام استیگ، نویسنده‌ کتاب اصلی، و همسرش ژان استیگ نیز از فیلم لذت بردند و گفتند: «ما همگی با این ذهنیت به تماشای فیلم رفتیم که از آن متنفر خواهیم شد و فکر می‌کردیم 'هالیوود چه بلایی سر آن آورده است؟' اما عاشقش شدیم. نگران بودیم که فیلم بیش‌ازحد شیرین و دل‌زننده باشد، اما درعوض، بیل فکر می‌کرد که آنها کار فوق‌العاده‌ای انجام داده‌اند، هم بامزه و هم هوشمندانه.»
جان اندرسون از نیوزدی نوشت: «فیلمی که همه‌ افراد را در هر سنی سرگرم خواهد کرد و احتمالاً برای نسل‌های آینده نیز همچنان جذاب خواهد ماند.» جی کار از بوستون گلوب نوشت: «در دوره‌ای که بسیاری از فیلم‌ها تکراری به نظر می‌رسند، شرک اثری تازه، خلاقانه و هوشمندانه است.» استیون هانتر از واشینگتن پست به فیلم پنج ستاره از پنج داد و گفت: «با وجود تمام عجایب فناوری پیشرفته‌اش، در اصل همان کهن‌ترین ساختار انسانی است، داستانی که به‌خوبی و صادقانه روایت شده است.» جو بالتیک از ساکرامنتو بی نوشت: «شرک صرفاً یک هجو شکست‌خورده از تمام چیزهای دیزنی نیست، بلکه در واقع یک فیلم مانتی پایتون برای کودکان است — کودکانی در تمام سنین.» اندرو ساریس از نیویورک آبزرور نوشت: «آنچه به شرک تمایز هنری ویژه‌ای می‌بخشد، گفت‌وگوی هوشمندانه و جسورانه‌ آن است که توسط بازیگران صداپیشه‌ای اجرا می‌شود که صدایشان ما را به یاد شخصیت‌های برجسته‌شان در فیلم‌های لایو اکشن می‌اندازد.» لیزا السپکتور از شیکاگو ریدر نوشت: «این فانتزی عاشقانه نقش‌های زیبایی و دیو را پیچیده‌تر می‌کند و حدس زدن اینکه نتیجه‌ احساسی داستان چه خواهد بود را دشوار می‌سازد.» جو مورگنسترن از وال‌استریت ژورنال نوشت: «جذابیت‌های شرک که بر اساس کتاب کودکان ویلیام استیگ ساخته شده، فراتر از شوخی‌های مخفی مخصوص بزرگسالان است.» جان زبروسکی از سیاتل تایمز به فیلم سه ستاره از چهار داد و گفت: «فیلم به لطف بازیگرانش بسیار قوی‌تر شده است، آنها فیلم را از برخی صحنه‌های اولیه‌ کند عبور می‌دهند. اما این فیلم متعلق به مورفی است. خر بیشتر دیالوگ‌های خنده‌دار را دارد، و مورفی همه‌ آنها را بی‌نقص اجرا می‌کند.»
مارک کارو از شیکاگو تریبیون نقدی ترکیبی ارائه داد و با دادن دو و نیم ستاره از چهار، فیلم را با داستان اسباب‌بازی ۲ مقایسه کرد. او گفت: «داستان اسباب‌بازی ۲ نسبت شوخی‌های داخلی به خنده‌هایش بالاتر بود، بدون اینکه تلاش کند تا مدرن بودنش را به رخ بکشد یا احساسات عمیقی را برانگیزد.» در سوی منفی‌تر نقدها، مایکل اتکینسون از ویلج ویس اظهار داشت که فیلم «به هر قیمتی از حتی نیم‌ثانیه خستگی جلوگیری می‌کند» و آن را به این شکل توصیف کرد: «یک نمایش پر سر و صدا از دیوار به دیوار و از در به در، پر از وراجی و شوخی‌های بی‌وقفه (دقیقه‌ اول فیلم با اولین شوخی باد شکم شروع می‌شود). از نظر مخاطب هدف نیز، فیلم چیزی شبیه به یک شلیک پراکنده و بی‌هدف است.» کریستی لمیر از آسوشیتد پرس شرک را «حمله‌ای ۹۰ دقیقه‌ای از شوخی‌های داخلی» توصیف کرد و گفت که هرچند فیلم «تلاش می‌کند که قلب داشته باشد» و «پیامی دربارهٔ زیبایی که از درون می‌آید ارائه دهد»، اما «به‌نوعی این پیام بی‌روح به نظر می‌رسد.» آنتونی لین از نیویورکر نوشت که با وجود «پردازش زیرکانه‌ جزئیات سطوح»، همچنان «چیزی تخت و بدون جذابیت در ظاهر دیجیتالی فیلم وجود دارد، و بیشتر لذت فیلم نه از داستان عاشقانه‌ اصلی، بلکه از شوخی‌های سریع و گذرای آن نشأت می‌گیرد.»

## میراث

### رتبه
انترتینمنت ویکلی در فهرست «بهترین‌های دهه» خود، شرک را قرار داد و نوشت: «پرنس چارمینگ؟ متعلق به هزارۀ گذشته است. این دهه، طرفداران قصه‌های پریان – و پرنسس فیونا – عاشق یک غول چاق و پر سر و صدا شدند. حالا این یعنی پیشرفت.» در ژوئن ۲۰۰۸، انستیتوی فیلم آمریکا در فهرست «ده فیلم برتر ده ژانر کلاسیک آمریکایی»، پس از نظرسنجی از بیش از ۱۵۰۰ نفر از جامعه خلاق، شرک را به‌عنوان هشتمین فیلم برتر در ژانر پویانمایی معرفی کرد. این فیلم تنها اثری بود که متعلق به دیزنی-پیکسار نبود و در میان ده فیلم برتر قرار گرفت. در یک نظرسنجی از کانال ۴ دربارهٔ «۱۰۰ فیلم برتر خانوادگی»، شرک در رتبه دوم قرار گرفت و جایگاه اول را به فیلم ئی.تی. موجود فرازمینی واگذار کرد. همچنین، در سال ۲۰۰۵، در نظرسنجی دیگری از کانال ۴ دربارهٔ «۱۰۰ پویانمایی برتر»، شرک در رتبه ششم قرار گرفت؛ بعد از سیمپسون‌ها، تام و جری، ساوت پارک، داستان اسباب‌بازی و فمیلی گای. در نوامبر ۲۰۰۹، شخصیت لرد فارکواد در رتبه چهاردهم فهرست «۱۵ شخصیت شرور برتر فانتزی» آی‌جی‌ان بریتانیا قرار گرفت. همچنین در سال ۲۰۰۶، فیلم در فهرست «۱۰۰ فیلم خنده‌دار برتر» شبکه براوو رتبه سوم را به دست آورد. در مه ۲۰۱۰، شخصیت اصلی فیلم، ستاره‌ای در پیاده‌روی مشاهیر هالیوود دریافت کرد.
شناسایی انستیتوی فیلم آمریکا:
- ۱۰۰ سال… ۱۰۰ قهرمان و شرور به انتخاب بفا
  - شرک – نامزد قهرمان[۱۲۹]
- ۱۰۰ سال… ۱۰۰ ترانه به انتخاب بفا
  - «من یک معتقد هستم» – نامزد[۱۲۹]
- ۱۰۰ سال… ۱۰۰ فیلم به انتخاب بفا (بازبینی ۲۰۰۷) – نامزد[۱۲۹]
- ۱۰ فیلم برتر در ۱۰ ژانر به انتخاب بفا – شماره ۸ فیلم پویانمایی[۱۲۹]

### تاثیر فرهنگی
نیویورک تایمز به‌طور بازنگرانه این فیلم را به‌عنوان «یک افسانه محبوب و غیرمعمول» توصیف کرد که شخصیت‌ها و شوخی‌های آن همچنان در فرهنگ عامه نفوذ دارند و نسل جدیدی از طرفداران را جذب می‌کنند. آثار قبلی مانند شکستی قصه‌های پریان و عروس شاهزاده نیز قصه‌های پریان سنتی را به طنز کشیده بودند. با این حال، شرک تأثیر چشمگیری داشت که نسل جدیدی از فیلم‌های پویانمایی جریان اصلی را تحت تأثیر قرار داد. این فیلم به‌عنوان یکی از تأثیرگذارترین آثار دهه ۲۰۰۰ شناخته شده است. به‌ویژه پس از موفقیت شرک ۲، فیلم‌های پویانمایی بیشتری شروع به استفاده از ارجاعات فرهنگی عامه و موسیقی‌ پایانی کردند. این عناصر در فیلم‌هایی مانند ربات‌ها، جوجه کوچولو، دوگال، ران خراب شده و اخیراً در فیلم‌هایی مانند روبی گیلمن، کراکن نوجوان و شاگرد ببر دیده می‌شوند. شرک همچنین الهام‌بخش تعدادی از فیلم‌های پویانمایی شد که افسانه‌ها یا ژانرهای مرتبط را با طنز به سخره می‌گرفتند و اغلب شامل طنزهای بزرگسال‌پسند بودند. با این حال، بسیاری از این فیلم‌ها مانند جوجه کوچولو، با خوشحالی هرگز بعد از آن، ایگور، شنل‌قرمزی، افسون‌شده و دنباله‌اش افسون‌نشده نتوانستند موفقیت شرک را تکرار کنند. در سال ۲۰۲۰، کتابخانه کنگره ایالات متحده شرک را به دلیل اهمیت فرهنگی، تاریخی یا زیبایی‌شناختی آن برای حفظ در فهرست ملی ثبت فیلم انتخاب کرد.

## آینده
سه دنباله برای شرک در طول سال‌ها منتشر شدند –  شرک ۲ در سال ۲۰۰۴ که نامزد جایزه اسکار شد، شرک ۳ در سال ۲۰۰۷، و شرک برای همیشه در سال ۲۰۱۰. شرک ۲ تنها دنباله‌ای بود که تحسین‌های مشابهی از سوی منتقدان دریافت کرد، اگرچه تمامی سه دنباله از نظر تجاری موفق بودند. شرک در کریسمس (۲۰۰۷) و شرک در هالووین (۲۰۱۰) به عنوان فیلم‌های کوتاه با تم تعطیلات منتشر شدند. فیلم پیش‌درآمدی اسپین‌آف به نام گربه چکمه‌پوش که به زندگی شخصیت اصلی قبل از حضورش در شرک ۲ پرداخته بود، در سال ۲۰۱۱ منتشر شد. همچنین دنباله‌ای با عنوان گربه چکمه‌پوش: آخرین آرزو که پس از اتفاقات شرک برای همیشه جریان داشت، در سال ۲۰۲۲ به اکران درآمد. یک فیلم بلند پنجم در ابتدا در دوران توسعه شرک برای همیشه برنامه‌ریزی شده بود، اما این ایده در نهایت توسط مدیرعامل دریم‌ورکس انیمیشن، جفری کاتزنبرگ، کنار گذاشته شد. با نزدیک شدن به برنامه‌ریزی ان‌بی‌سی یونیورسال برای خرید دریم‌ورکس انیمیشن در سال ۲۰۱۶، اعلام شد که فیلم پنجم شرک در سال ۲۰۱۹ منتشر خواهد شد. در ۶ نوامبر ۲۰۱۸، ورایتی گزارش داد که کریس ملداندری مسئول بازراه‌اندازی هر دو فیلم شرک و گربه چکمه‌پوش شده است، با این احتمال که بازیگران اصلی برای بازگشت و بازی در نقش‌های خود دوباره حضور یابند. در حالی که اعضای تیم بازیگران گزارش دادند که یک فیلم‌نامه برای فیلم پنجم شرک تکمیل شده، توسعه فیلم متوقف شد و برنامه‌های آینده هنوز به‌طور رسمی اعلام نشده است. پس از گزارش‌هایی در آوریل ۲۰۲۳ مبنی بر اینکه یک فیلم پنجم شرک با بازیگران اصلی و یک اسپین‌آف با حضور خر در دست تولید است، مورفی در ژوئن ۲۰۲۴ اعلام کرد که او چند ماه پیش ضبط صدای خود را برای شرک ۵ آغاز کرده و پس از تکمیل آن، کار بر روی اسپین‌آف خر را آغاز خواهد کرد.